# James Thomas (bluesgitáros)
James Thomas (Eden, 1926. október 14. – Greenville, 1993. június 26.), amerikai delta blues gitáros; sírásó, szobrász, népművész.

## Pályafutása
Autodidakta gitáros volt. A mezőkön dolgozva munka közben bluesokat hallgatott a rádiókban. Idősebb blues gitárosoktól tanult meg dalokat játszani. Washington megyében sírásóként dolgozott. Azt követően vált ismertté, hogy szerepelt a Center for Southern Folklore által az 1970-es években forgatott filmekben filmekben (Delta Blues Singer: James „Sonny Ford” Thomas, Give My Poor Heart Ease: Mississippi Delta Bluesmen és Mississippi Delta Blues).
Az az 1970-es években rendszeresen koncerteken lépett fel. Az 1980-as években nemzetközi piacra is készültek már felvételei. Thomas számos blues fesztiválon és magánpartin is játszott, többek között a Mississippi Delta Blues and Heritage Festivalon is, Greenville-ben.
Szobrászként kiégetlen agyagból készített szobrokat, amihez a Yazoo folyó partján ásta ki az anyagot. Leghíresebb faragványai a koponyák voltak (gyakran valódi emberi fogakkal díszítve). 1985-ben munkáit a Washingtonban mutatták be többek között Nancy Reagan előtt. 1982-ben Thomas agyagszobrai szerepeltek a Black Folk Art in America, 1930–1980 kiállításon is, amelyet a Corcoran Gallery of Art in Washington szervezett.
66 éves korában hunyt el agyvérzés következtében.

## Lemezek
- The Blues Are Alive and Well (1969), anthology
- Mississippi Delta & South Tennessee Blues (1979), Italian anthology (LP only)
- I Got the Blues This Morning (1979), Italian anthology (LP only)
- Highway 61 Blues 1968–82, LP edit, Center for Southern Folklore
- Gateway to the Delta 1986–87, LP edit, Center for Southern Folklore